# كاريكين الأول (كيليكيا)
هذه صفحة عن الكاثوليكوس كاريكين الأول على كرسي كيليكيا ومركزه لبنان. بخصوص كاثوليكوس عموم الأرمن كاريكين الأول في أرمينيا، وكان يعرف بكاريكين الثاني على كرسي كيليكيا، لبنان، أنظر كاريكين الأول
كاريكين الأول (بالأرمنية Գարեգին Ա وبالأحرف اللاتينية Karekin I) المعروف أيضا بـ الكاثوليكوس كاريكين الأول هوفسيبيان (المولود في مرتفعات قره باغ في منطقة القفقاس في 17 ديسمبر/كانون الأول 1867 واسمه بالولادة غاريغين هوفسيبيان) كان كاثوليكوسا لـ«كاثوليكوسية بيت كيليكيا الكبير» ومركزها انطلياس، لبنان بين 1943 و1952 خلفا للكاثوليكوس بيدروس الرابع سراجيان الذي توفي عام 1940 ليظل الكرسي شاغرا حتى الانتخابات عام 1943.
الكاثوليكوس كاريكين الأول المولود في قره باغ رسم كاهنا عام 1909 وأسقفا عام 1917. شارك في حرب التحرير الأرمنية في معركة سارداراباد ضد القوات التركية عام 1918، وفي معركة كارس أيضا ضد الأتراك عام 1921.
حتى 1933، خدم كمطران القرم وناخيتشيفان الجديدة (كرسي روسيا) للأرمن. وبسبب خبرته الواسعة، بعثه كاثوليكوس الأرمن خورين الأول لرأب الصدع في المطرانية الأرمنية في الولايات المتحدة. ومن ثم سيم مطرانا لأميركا الشمالية، إلى أن تم انتخابه عام 1943 كاثوليكوسا على كرسي بيت كيليكيا الكبير لـ كنيسة الأرمن الأرثوذكس (الاسم الرسمي الكنيسة الأرمنية الرسولية) ومركز الكرسي أنطلياس، لبنان. وبسبب ظروف الحرب والمسافات البعيدة، بدأ بممارسة مسؤولياته ككاثوليكوس عام 1945، بعد عامين من انتخابه.
توفي كاريكين الأول هوفسيبيان عام 1952. وخلال فترة حكمه، أصدر مرجعا أرمنيا كنسيا موسوعيا "هيشاداغارانك تسيراكراتس (بالأرمنية Յիշատակարանք Ձեռագրաց) وهو عمل ضخم يقع في أكثر من 1200 صفحة متكلا على دراسات ومخطوطات بين القرن الخامس ميلادي ومنتصف القرن الثالث عشر ميلادي.
وخلف الكاثوليكوس كاريكين الأول بعد وفاته على كرسي بيت كيليكيا الكبيبر، لبنان، الكاثوليكوس زاريه الأول باياسليان عام 1956، بعد أن ظل الكرسي شاغرا لأربع سنوات بسبب الخلافات العميقة بين الأرمن.